# Gruzja na Letnich Igrzyskach Olimpijskich 2008
Gruzję na Letnich Igrzyskach Olimpijskich 2008 reprezentowało 35. sportowców w 11 dyscyplinach.  Był to 4. start reprezentacji Gruzji na letnich igrzyskach olimpijskich. Reprezentacja Gruzji łącznie zdobyła sześć medali olimpijskich, w tym 3. złote, co stanowi najlepszy rezultat w historii tej reprezentacji. Najwięcej medali zdobyli zawodnicy, którzy reprezentowali kraj w zapasach, łącznie zdobywając 4. medale, w tym 2. złote. 

## Zdobyte medale
| Medal | Zawodnik             | Dyscyplina sportowa | Konkurencja                       |
| ----- | -------------------- | ------------------- | --------------------------------- |
| Złoto | Manuczar Kwirkwelia  | Zapasy              | styl klasyczny do 74 kg mężczyzn  |
| Złoto | Irakli Cirekidze     | Judo                | do 90 kg mężczyzn                 |
| Złoto | Rewazi Mindoraszwili | Zapasy              | styl wolny do 84 kg mężczyzn      |
| Brąz  | Otar Tusziszwili     | Zapasy              | styl wolny do 66 kg mężczyzn      |
| Brąz  | Giorgi Gogszelidze   | Zapasy              | styl wolny do 96 kg mężczyzn      |
| Brąz  | Nino Salukwadze      | Strzelectwo         | pistolet pneumatyczny 10 m kobiet |

## Pełny skład kadry i rezultaty
Łącznie na Letnich Igrzyskach Olimpijskich 2008 startowało 27. mężczyzn oraz 7. kobiet.